# Estádio Kadir Has
O Estádio Kadir Has (em turco, Kadir Has Stadyumu) é um estádio multiuso localizado na cidade de Caiseri, na Turquia, com capacidade para receber até 32 864 espectadores. Faz parte de um enorme complexo esportivo construído na região suburbana da cidade intitulado Complexo Esportivo Atatürk. Inaugurado oficialmente em 2009, substituiu o antigo Kayseri Atatürk Stadyumu, que tinha capacidade para receber até 25 918 espectadores. 
É atualmente a casa onde o Kayserispor, tradicional clube da cidade, manda seus jogos oficiais por competições nacionais e continentais.

## Infraestrutura

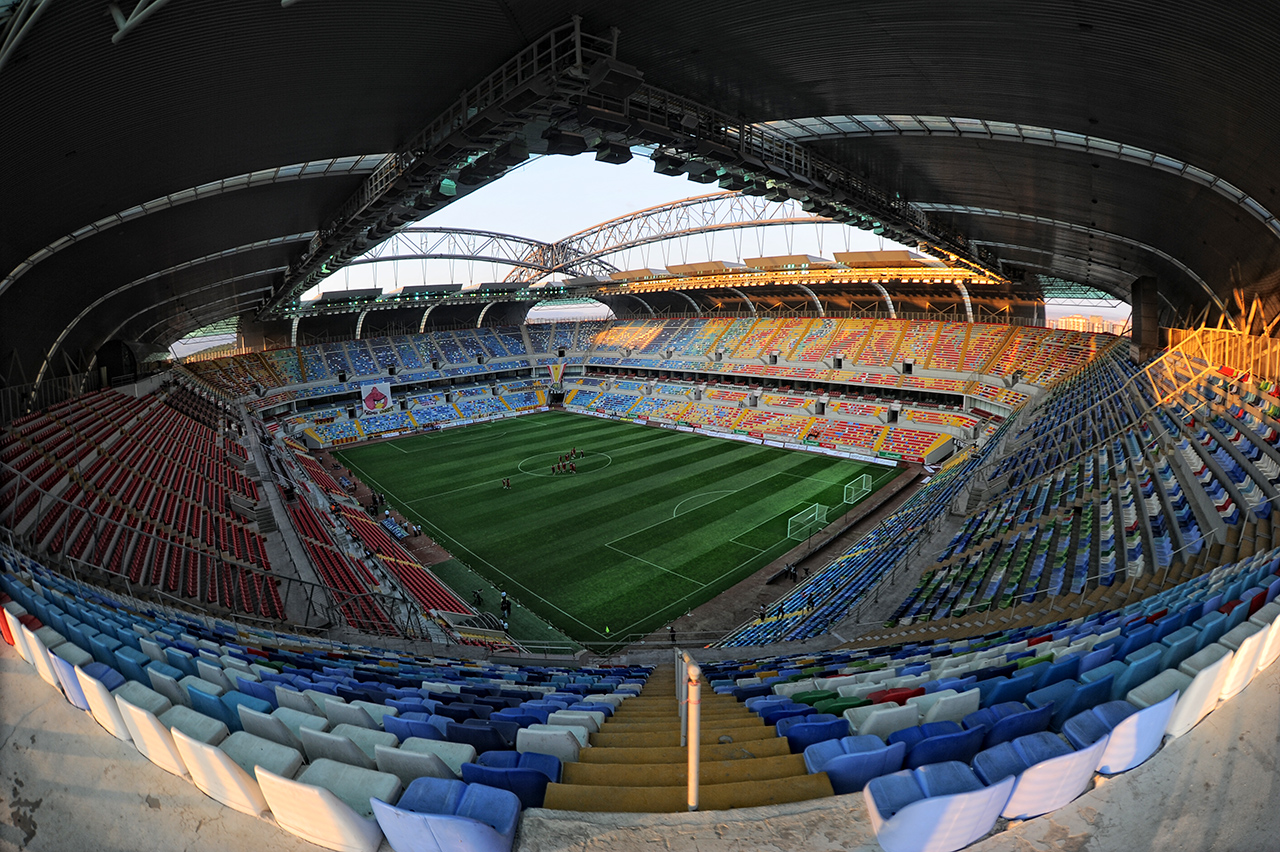
Visão panorâmica da parte interna do estádio

O novo estádio foi construído como parte de um grande centro esportivo e recreativo. As obras começaram em novembro de 2006, tendo sido inaugurado em março de 2009, embora as obras já tivessem sido totalmente concluídas em 2008. O projeto do estádio, de responsabilidade do arquiteto turco Ofiss Mimarca, incluiu treliças de aço gigantes sobre a facahda externa. O telhado é anexado a elas e abaixo delas encontram-se arquibancadas de duas camadas divididas por 52 camarotes.
É reconhecido como um dos estádios de futebol mais modernos do país, contando com uma ampla rede de restaurantes, cafeterias e áreas VIP para seus visitantes em suas dependências. Em seu entorno, por sua vez, encontram-se construídos 2 grandes shopping centers e um estacionamento aberto com capacidade para abrir até 1.785 veículos. 
O complexo esportivo onde encontra-se o estádio é interconectado por linhas de trens de alta velocidade pertencentes ao sistema de metrôs de Caiseri, facilitando a locomoção dos torcedores para o estádio em dias de jogos.

## Partidas Importantes
O estádio foi escolhido como um dos 8 estádios-sede da Copa do Mundo FIFA Sub-20 de 2013, tendo sido o local em que ocorreu a cerimônia de abertura seguida pela primeira partida da competição disputada entre as seleções de Cuba e da Coreia do Sul. Para abrigar o torneio, precisou ser remodelado para atender às exigências da UEFA. Dentre as modificações, incluem-se a colocação de cobertura para todos os assentos do estádio, além de um novo ambulatório médico, uma nova sala de imprensa e de novos banheiros públicos. Ao fim da competição, foi credenciado pela UEFA com 4 estrelas.